# Banji
Banji — викопний рід динозаврів овірапторидів, які жили приблизно 66 мільйонів років тому у часи пізньої крейди на території сучасного Китаю. Це була маленька, легкої статури, двонога м'ясоїдна тварина, яка мешкала на землі, і мала довжину приблизно 65 см у дитинстві. Банджі мав високий гребінчатий череп, як і деякі інші овірапториди. Унікально те, що боки гребеня прикрашені серією вертикальних смуг, а також борозенками на верхній частині нижньої щелепи. Банджі також відрізняється від інших овірапторидів незвичайно довгим носовим отвором, який слідує за вигином гребеня майже до очниці.
Зразок голотипу, IVPP V 16896, складається з єдиного майже повного черепа та нижньої щелепи. Він був подарований китайському Інституту палеонтології та палеоантропології хребетних колекціонером-любителем, який знайшов скам'янілість поблизу міста Ганьчжоу, провінція Цзянсі. Дослідження каменю, що вкриває череп, показує, що він, ймовірно, походить із червоних шарів формації Наньсьонг, які датуються межею крейди та палеогену приблизно 66 мільйонів років тому. Рід містить лише один відомий вид, Banji long (斑嵴 龍), з китайської мови за «смугастий гребінь дракона». Вперше його описали Сю Сін і Фен-Лу Хань у 2010 році.